# Roger Sherman Loomis
Roger Sherman Loomis (1887-1966) est un érudit américain et l'une des plus grandes autorités en matière de littérature médiévale et arthurienne. Loomis est connu pour montrer les racines de la légende arthurienne, en particulier du Graal, dans la Mythologie celtique indigène.

## Biographie
Roger Sherman Loomis est le fils du révérend Henry Loomis et de Jane Herring Greene, le petit-neveu de William M. Evarts et l'arrière-arrière-petit-fils du père fondateur américain Roger Sherman. Né le 31 octobre 1887 à Yokohama, au Japon, il fait ses études à l'école Hotchkiss de Lakeville, Connecticut.
Il obtient un baccalauréat ès arts du Williams College en 1909, une maîtrise ès arts de l'Université Harvard en 1910 et, en tant que boursier Rhodes, un baccalauréat ès lettres (BLitt) au New College d'Oxford en 1913. Sa thèse, rédigée sous la direction d'Arthur Napier et C. F. Bell, s'intitule llustrations of the Romances in Mediæval English Art. Il est titulaire de diplômes honorifiques de Columbia, Williams, de l'Université du pays de Galles et de l'Université de Rennes en France.
Il est instructeur à l'Université de l'Illinois à Urbana-Champaign de 1913 à 1918. Pendant la Première Guerre mondiale, il édite une publication de l'armée, Atenshun 21. Il quitte l'Illinois pour l'Université Columbia, où il enseigne de 1919 à 1958 : il est membre de la faculté d'anglais de Columbia et y occupe un poste émérite de 1958 jusqu'à sa mort en 1966. En 1919 également, Loomis épouse sa première femme, Gertrude Schoepperle Loomis (1882-1921), une érudite médiévale qui partage son intérêt pour la littérature arthurienne (Folklore 38.4 1927 405-407).

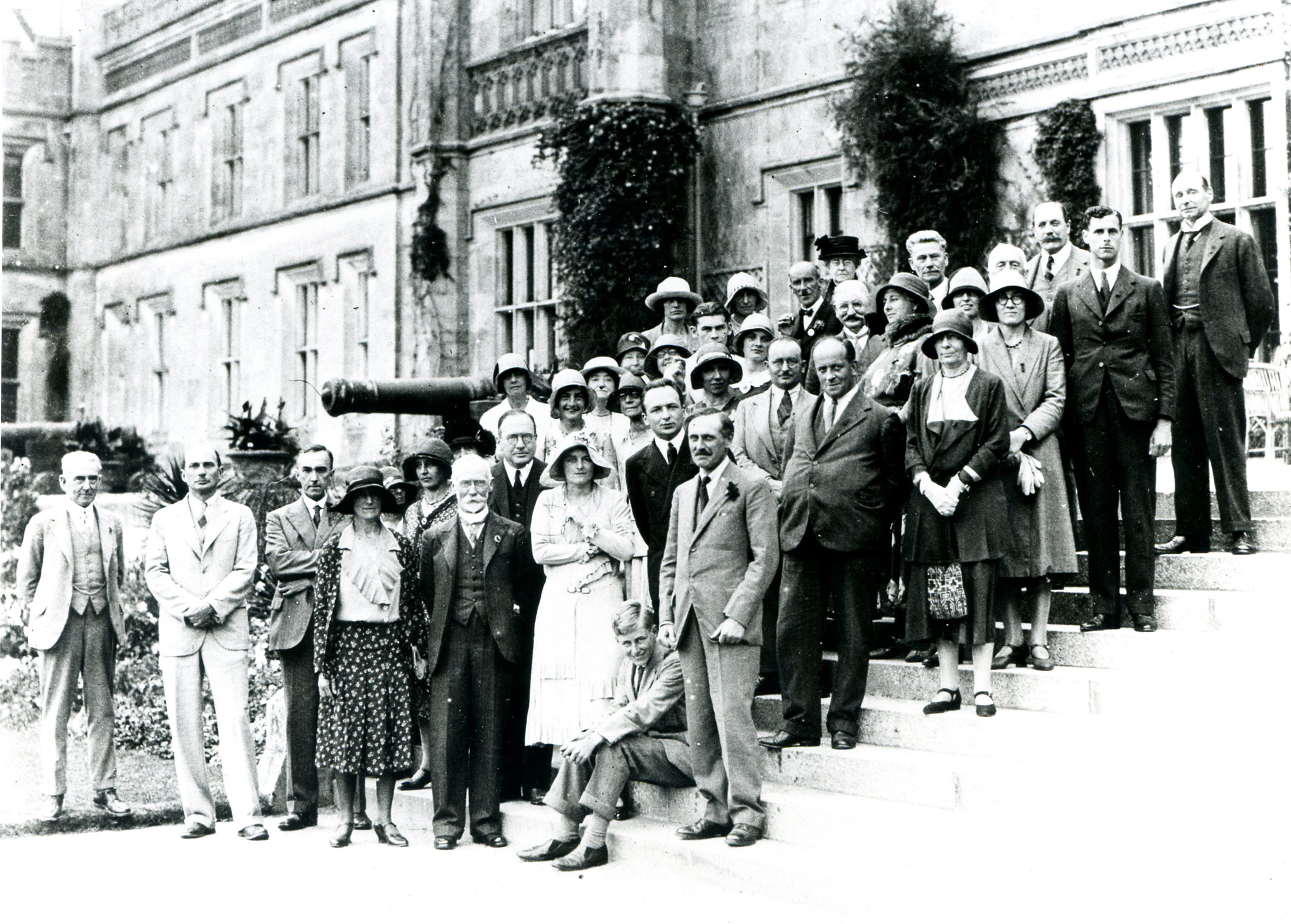
Réunion de la Arthurian Society à Truro, Cornouailles (août 1930)

Dès ses premières années, il étudie l'influence de la Mythologie celtique sur la légende arthurienne, en particulier la romance du Graal. En 1930, Loomis assiste au premier congrès international arthurien à Truro, en Cornouailles, où lui, Henry Jenner, Dominica Legge (en), Eugène Vinaver et d'autres chercheurs enquêtent sur les légendes arthuriennes. Il est membre de l'International Arthurian Society (président de la branche américaine, 1948-1963), de la Modern Language Association, de la Medieval Academy of America (fellow; deuxième vice-président, 1961-1964), de la Modern Humanities Research Association et l'American Humanist Association. En 1955-1956, il est professeur Eastman à l'Université d'Oxford.
Loomis écrit dix livres scientifiques et de nombreux articles de revues. Son livre A Mirror of Chaucer's World, publié en 1965 par Princeton, est une présentation picturale de dessins, sculptures, peintures et autres matériaux liés à Geoffrey Chaucer et à son époque. Son livre le plus remarquable Arthurian Tradition and Chrétien de Troyes, publié par l'Université de Columbia en 1949, remporte la médaille Haskins de la Mediaeval Academy of America.
Après la mort de sa première femme en 1921, Loomis épouse Laura Alandis Hibbard (1883-1960), avec qui il collabore dans ses recherches. Il dédie l'un de ses derniers volumes à Gertrude Schoepperle Loomis et Laura Hibbard Loomis « en un souvenir reconnaissant et affectueux » (The Grail: From Celtic Myth to Christian Symbol publié par l'Université du Pays de Galles en 1963 ; et plus tard par l'Université de Princeton, en 1991).
Loomis est décédé le 11 octobre 1966 à Waterford, Connecticut.

## Travaux
- Illustrations of Medieval Romance on Tiles from Chertsey Abbey (1916)
- Freshman Readings  (1925)
- Celtic Myth and Arthurian Romance (1927)
- The Art of Writing Prose (1930) avec Mabel Louise Robinson, Helen Hull et Paul Cavanaugh
- Models for Writing Prose (1931)
- The Romance of Tristram and Ysolt (1931) traducteur
- Tristan and Isolt: A study of the Sources of the Romance par Gertrude Schoepperle Loomis, 2e éd, complété par une bibliographie et un essai critique sur la bourse Tristan depuis 1912, par Roger Sherman Loomis (New York, B. Franklin, 1960)
- Arthurian Legends in Medieval Art (1938) avec Laura Hibbard Loomis
- Introduction to Medieval Literature, Chiefly in England. Reading List and Bibliography (1939)
- Editeur Representative Medieval And Tudor Plays (1942) avec Henry W. Wells
- The Fight for Freedom: College Reading in Wartime (1943) avec Gabriel M. Liegey
- Editeur de Modern English Readings (1945) avec Donald Lemen Clark
- Medieval English Verse and Prose (1948) avec Rudolph Willard
- Arthurian Tradition and Chrétien De Troyes (1949)
- Wales and the Arthurian Legend  (1956)
- Editeur de Medieval Romances (1957) avec Laura Hibbard Loomis
- Arthurian Literature in the Middle Ages, A Collaborative History (1959) éditeur
- The Grail: From Celtic Myth to Christian Symbol (1963)
- The Development of Arthurian Romance (1963)
- A Mirror of Chaucer's World  (1965)
- The Arthurian Material in the Chronicles: Especially Those in Great Britain and France (1973) extension du livre de Robert Huntington Fletcher de 1906
- Lanzelet (2005) traducteur Thomas Kerth, notes de Loomis et Kenneth G. T. Webster